# Gewöhnlicher Leberbalsam
Der Gewöhnliche Leberbalsam (Ageratum houstonianum) ist eine Pflanzenart aus der Familie der Korbblütler (Asteraceae).

## Merkmale
Der Gewöhnliche Leberbalsam ist eine ausdauernde, krautige Pflanze oder ein Zwerg- bzw. Halbstrauch. Er erreicht Wuchshöhen von 15 bis 60 Zentimeter. Die Blätter sind herzförmig, grubig netznervig und flaumhaarig. Der Blattrand ist gekerbt oder wellig. Die schmal lanzettlichen Hüllblätter sind zugespitzt, lediglich an der Spitze gezähnelt und drüsig behaart. Die Blütenköpfe sind kurz gestielt. Ohne die langen Narben beträgt ihr Durchmesser 8 bis 14 Millimeter. Die Kronröhre ist weißgrün und der Kronsaum hellblau.
Die Blütezeit reicht von Mai bis November.
Die Chromosomenzahl ist 2n = 20, seltener 40.

## Vorkommen
Die Art kommt im Südosten Mexikos, in Guatemala und in Belize vor. Eingebürgert wurde sie darüber hinaus in weiten Teilen der Tropen und im Süden der USA. Ihr Lebensraum sind Weiden, feuchte Waldlichtungen und Gebüsche bis in Höhenlagen von 1000 Meter.

## Nutzung

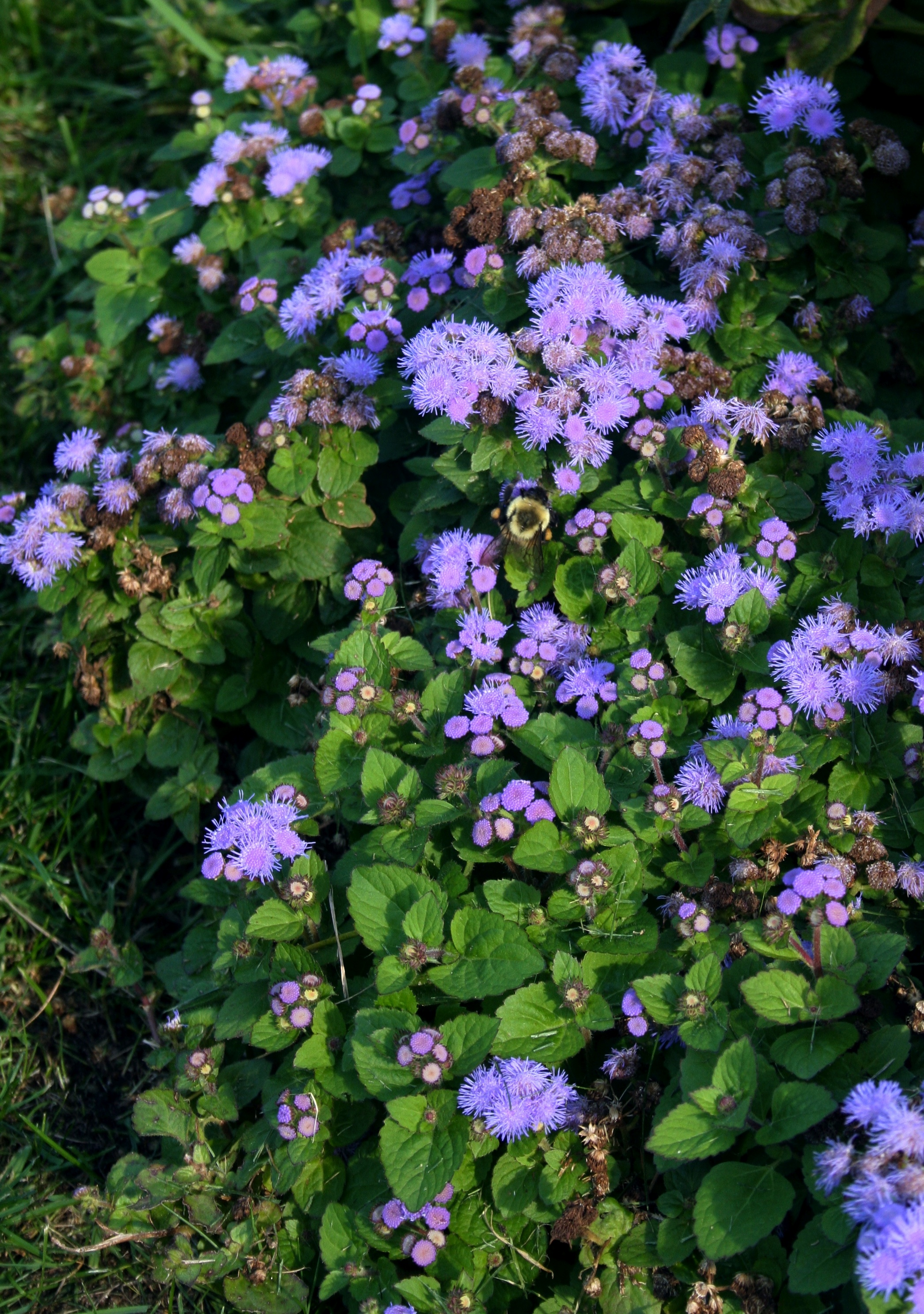
Violett blühende Form als Zierpflanze

Der Gewöhnliche Leberbalsam wird verbreitet als Zierpflanze für Sommerrabatten und Balkonkästen genutzt, hohe Sorten auch als Schnittblumen. Die Art wird einjährig kultiviert. Es gibt zahlreiche Sorten, deren Kronen dunkelblau, violett, rosa oder weiß sein können. Hohe Sorten erreichen Wuchshöhen bis 60 Zentimeter.